# 内藤宏治
内藤 宏治（ないとう こうじ、1963年4月3日 - ）は、日本の実業家。東京都出身。ウシオ電機株式会社代表取締役社長。

## 人物・経歴
東京都出身。1986年、上智大学外国語学部英語学科卒業。同年4月、ウシオ電機株式会社に入社。2014年に同社執行役員、2015年に同社上級執行役員兼光源事業部長、2016年に同社常務執行役員に就任。2019年、同社執行役員社長に就任。尚、同年6月付で代表取締役に就任。